# Contraband (Golden Earring)
Contraband è un album in studio del gruppo musicale olandese Golden Earring, pubblicato nel 1977 dalla Polydor.

## Tracce
1. "Bombay" - 3:52
2. "Sueleen" - 5:40
3. "Con Men" - 7:10
4. "Mad Love's Coming" - 7:45
5. "Fighting Windmiles" - 4:38
6. "Faded Jeans" - 4:15
7. "Latin Lightning" - 7:15
8. "Time's Up" – 3:52

## Formazione

### Gruppo
- George Kooymans - voce, chitarra
- Robert Jan Stips - tastiera
- Rinus Gerritsen -  basso
- Eelco Gelling - chitarra, voce
- Cesar Zuiderwijk –-batteria